# Coelophysis
A Coelophysis  (nevének jelentése 'üreges forma', az ógörög κοιλος / koilos 'üreg' és φυσις / physis 'forma' szavak összetételéből) az egyik legősibb ismert dinoszaurusznem. Kis méretű, két lábon járó húsevő volt, melynek maradványaira Észak-Amerikában találtak rá, ahol a késő triász időszakban tűnt fel, mintegy 215 millió évvel ezelőtt.
A típusfajt, a C. baurit Edward Drinker Cope írta le 1889-ben. A Rioarribasaurus név a Coelophysis szinonimája. Emellett gyakran a Megapnosaurust is a Coelophysis szinonimájának tekintik.

## Anatómia
A Coelophysis a legősibb olyan dinoszaurusz, amely számos teljes csontváz alapján ismert. Könnyű felépítésű, 3 méter hosszú, a csípőjénél több mint egy méter magas állat volt. Neve, melynek jelentése 'üreges forma' vagy 'üreges nyúlvány' az üreges végtagcsontokra utal.
A Coelophysis nagyon karcsú volt, és valószínűleg gyors futó lehetett. Annak ellenére, hogy a dinoszauruszok korai képviselője, theropoda testfelépítése jóval fejlettebb, mint a  Herrerasaurusé és az Eoraptoré. A felsőteste hasonlít az alap theropodákéra, de érdekes jellemzőkkel rendelkezik:  a vállövéhez egy kulcscsont (villacsont) tartozik, a legkorábbi, amit dinoszaurusznál találtak. Emellett a Coelophysisnél megmaradtak az őseire jellemző négyujjú mellső végtagok, melyeknek csak három ujja működött, a negyedik a kéz húsába ágyazódott.
A csípő és a hátsó lábak szintén kis mértékben térnek el a többi theropodáétól. A nyitott ízvápa (acetabulum) és a boka egyenes forgórésze olyan jellemzők, amiket a Dinosauria öregrend definiálására használtak fel. A lábfejen a három nagy ujjtól kissé magasabban egy hallux helyezkedik el. A nyak és a farok hosszú. A farok felépítése szokatlan, a csigolyák elülső összekötő nyúlványai (prezygapophysisei) félig merev, a függőleges mozgást egyértelműen gátló rácsos szerkezetet alkotnak, miáltal a farok kormánylapátként vagy ellensúlyként működött.
A Coelophysis feje hosszú és keskeny. Éles, hajlított recés fogai arra utalnak, hogy hússal táplálkozott – talán azokat a kis méretű gyíkszerű állatokat fogyasztotta, amelyekkel együtt megtalálták. Meghosszabbodott pofarészén nagy méretű nyílások (fenestrae-k) helyezkednek el, csökkentve a koponya tömegét, melynek szerkezeti stabilitását vékony merevítő csontok növelik. A nyak kimondottan S alakú (sigmoid).

## Ősbiológia
Fogai a ragadozó dinoszauruszokéra jellemzően pengeszerűek és hajlítottak, elülső és hátulsó éleik finoman recézettek.
A Coelophysisről összegyűlt legtöbb információ a Ghost Ranchen előkerült példányok révén vált ismertté, melyekre jellemzően nagy csoportokban találtak rá, ami arra utal, hogy hatalmas falkákban vándoroltak. A Dinoszauruszok, a Föld urai című dokumentumfilm-sorozatban azonban kis csapatokban tűnnek fel (és nem is tesznek említést a Ghost Ranchen talált fosszíliákról). Nincs közvetlen bizonyíték a falkák létezésére; a lelőhelyeken a Coelophysis példányai más triász időszakban élt állatok maradványaival együtt kerültek elő. A lelőhely tafonómiája bizonyítékkal szolgál arra vonatkozóan, hogy ezek az állatok talán táplálkozás, ivás vagy esetleg halászat céljából gyűltek össze egy vizes gödör közelében, és egy hirtelen áradás végzett velük.
Felmerült, hogy a Coelophysis kannibál volt, mivel a Ghost Ranchen talált példányok hasüregében olyan maradványok láthatók, amelyeket fiatal példányok részeiként azonosítottak. 2002-ben azonban Rob Gay kijelentette, hogy tévesen értelmezték a leleteket (ugyanis a „fiatal coelophysidák” valójában kis méretű crurotarsi hüllők voltak, mint például a Hesperosuchus, továbbá úgy tűnik, hogy egyes esetekben a nagyobb példányok összenyomták a kisebbeket), és nincs további bizonyíték a kannibalizmusra vonatkozóan. Az S. J. Nesbitt és kutatótársai által 2006-ban elvégzett újabb vizsgálat alátámasztja Gay állítását. Napvilágra kerülhetnek azonban egyéb bizonyítékok, amelyek nagyobb részletességgel mutathatják be az említett példányok gyomortartalmát.
A Coelophysisnek két változata vált ismertté, az egyikük vékonyabb (gracilis), a másikuk erőteljesebb (robustus). Az őslénykutatóknak az a véleménye, hogy ezek a leletek csupán hímek és nőstények közötti különbséget (azaz a nemi kétalakúságot) jelzik.

## A felfedezések története
A Coelophysist Edward Drinker Cope nevezte el 1889-ben az Othniel Charles Marsh ellen a fajok elnevezéséért vívott „Csontháború” során. Egy amatőr fosszíliagyűjtő, David Baldwin talált rá az első maradványokra 1881-ben. A típusfaj, a C. bauri Georg Hermann Carl Ludwig Baurról, a Cope-ot támogató számos fosszíliagyűjtő egyikéről kapta a nevét. Az első leletek azonban meglehetősen gyengén konzerválódtak ahhoz, hogy teljes képet adjanak az új dinoszauruszról.
1947-ben egy jelentős Coelophysis „temetőt” találtak Új-Mexikó államban a Ghost Ranchen, az első lelőhely közelében. A nagy számú példány valószínűleg egy hirtelen árvíz következtében pusztult el és gyűlt össze. Úgy tűnik, hogy az árvizek gyakoriak voltak ebben a földtörténeti időszakban, ahogyan arról az Arizona közelében található Megkövült erdő (Petrified Forest National Park) is tanúskodik, melynél egy árvíz fatörzseket sodort egy helyre.
Edwin H. Colbert összehasonlító vizsgálatokat végzett az összes addig talált fosszíliát illetően, így a legtöbb Coelophysisszel kapcsolatos információ tőle származik. A Ghost Ranchen előkerült fosszíliák	    között sok jól megőrződött példányt is találtak, közülük került ki a nem diagnosztikai, illetve típuspéldánya, leváltva a korábbi gyengén konzerválódott leletet (lásd lent az Osztályozásnál).
A Ghost Ranchen történt felfedezés óta további példányok kerültek elő Arizonából és Új-Mexikóból, mellettük pedig egy Utah államból származó, még ellenőrizetlen fosszília is ismertté vált. Az új leletekre, melyek között felnőtt és fiatal állatok maradványai egyaránt előfordulnak, a triász időszak késő karni és kora nori korszakához tartozó rétegekben bukkantak rá.
Edwin H. Colbert szerint a Connecticut folyó völgyében felfedezett theropoda lábnyomok, amiket a Grallator nevű ichnotaxonnak tulajdonítanak, a Coelophysishez tartozhatnak.

## Osztályozása
A Coelophysis egy megkülönböztetett taxonómiai egység (nem), amelyhez egyetlen faj tartozik, a C. bauri. Korábban két további fajt is ehhez a nemhez soroltak be, a C. longicollist és a C. willistonit, ezek azonban nem tartalmaztak diagnosztikus jellegzetességeket, így a későbbiekben a C. bauri szinonimáivá váltak. A C. rhodesiensis Dél-Afrika jura időszaki rétegeiből került elő, és feltehetően ehhez a nemhez tartozik. A filogenetikus nevezéktanban a Coelophysist a Coelophysidae kládjaként kezelik.
Az 1990-es évek elején az őslénykutatók vitát folytattak az elsőként megtalált példányok diagnosztikai jellemzőiről, miután összehasonlították őket a Ghost Ranchen talált Coelophysis maradványokkal. Egyeseknek az volt a véleménye, hogy az eredeti példányok nem voltak diagnosztikusak, és így a C. bauri név nem alkalmazható a további példányoknál. Emiatt a Ghost Ranchen talált példányok esetében a Rioarribasaurus nevet kezdték használni.
Mióta a legtöbb szakmai mű a jól konzerválódott Ghost Ranch-i példányokra hivatkozik, a Rioarribasaurus név használata a kutatók számára kényelmetlenné vált, így egy petíciót nyújtottak be abból a célból, hogy a gyengén megőrződött típuspéldányt lecseréljék egy jobb állapotú egyedre. Végül a Nemzetközi Zoológiai Nomenklatúrabizottság (ICZN) egy szavazás során úgy döntött, hogy végrehajtják a cserét, a Rioarribasaurus név pedig nomen rejectum ('elvetett név') lett, ami feloldotta a zavart. A Coelophysis megőrzött névvé (nomen conservandum) vált.
Sullivan és Lucas (1999-ben) az egyik Cope által felfedezett Coelophysis kövületről (az AMNH 2706-os jelzésűről) úgy vélték, hogy egy újonnan felfedezett theropoda, az Eucoelophysis maradványa. Az ezt követő tanulmányok szerint azonban az Eucoelophysist tévesen azonosították, és jelenleg egy kezdetleges, nem a dinoszauruszok közé tartozó ornithodiraként, a Silesaurus közeli rokonaként tartják számon.
Mindehhez hozzá tartozik, hogy versengés alakult ki egy másik coelophysoidával, a Megapnosaurusszal, melyet sokan a Coelophysisszel kongenerikusnak (ugyanabba a nembe tartozónak) tartanak. A helyzetet bonyolítja, hogy Paul szerint a Coelophysist a Megapnosaurus nembe kellene áthelyezni (amelyet ezután Syntarsusra neveznének át) a fentebb említett taxonómiai zavar leküzdésére. A több dinoszaurusz nemet is érintő helyzetben eredetileg számos példányt soroltak be új fajként, azonban kiderült róluk, hogy a Coelophysis nembe tartoznak. Például Mignon Talbot professzor 1911-es, Podokesaurus holyokensis néven azonosított lelete feltehetően egy Coelophysis vagy annak közeli rokona. Továbbá az 1908-ban  Friedrich von Huene által elnevezett C. posthumus, mely átmenetileg a Halticosaurus longotarsus nevet kapta, szintén új besorolásra vár.

## Popkulturális hatása
A Coelophysisek láthatók a BBC Dinoszauruszok, a Föld urai című sorozatának első részében, a Dinoszauruszok, az ősvilág urai (When Dinosaurs Roamed America) című dokumentumfilmben és feltűnnek a Dinosaurs Alive-ban is, ahol egy Effigiát ejtenek zsákmányul. Emellett az 1974-es gyermekeknek készült Land of the Lostban látható egy „Spot” nevű Coelophysis.
A Coelophysis volt a második dinoszaurusz, a világűrben. Egy Maiasaura lelet űrutazása után három évvel, a Carnegie Természetrajzi Múzeum (Carnegie Museum of Natural History) egyik Coelophysis koponyája az Endeavour űrrepülőgép STS-89-es számú küldetése során 1998. január 22-én hagyta el a légkört. Mielőtt visszahozták volna a Földre, átvitték a Mir űrállomásra is.
A Coelophysis Új-Mexikó állam hivatalos fosszíliája.

## Képek

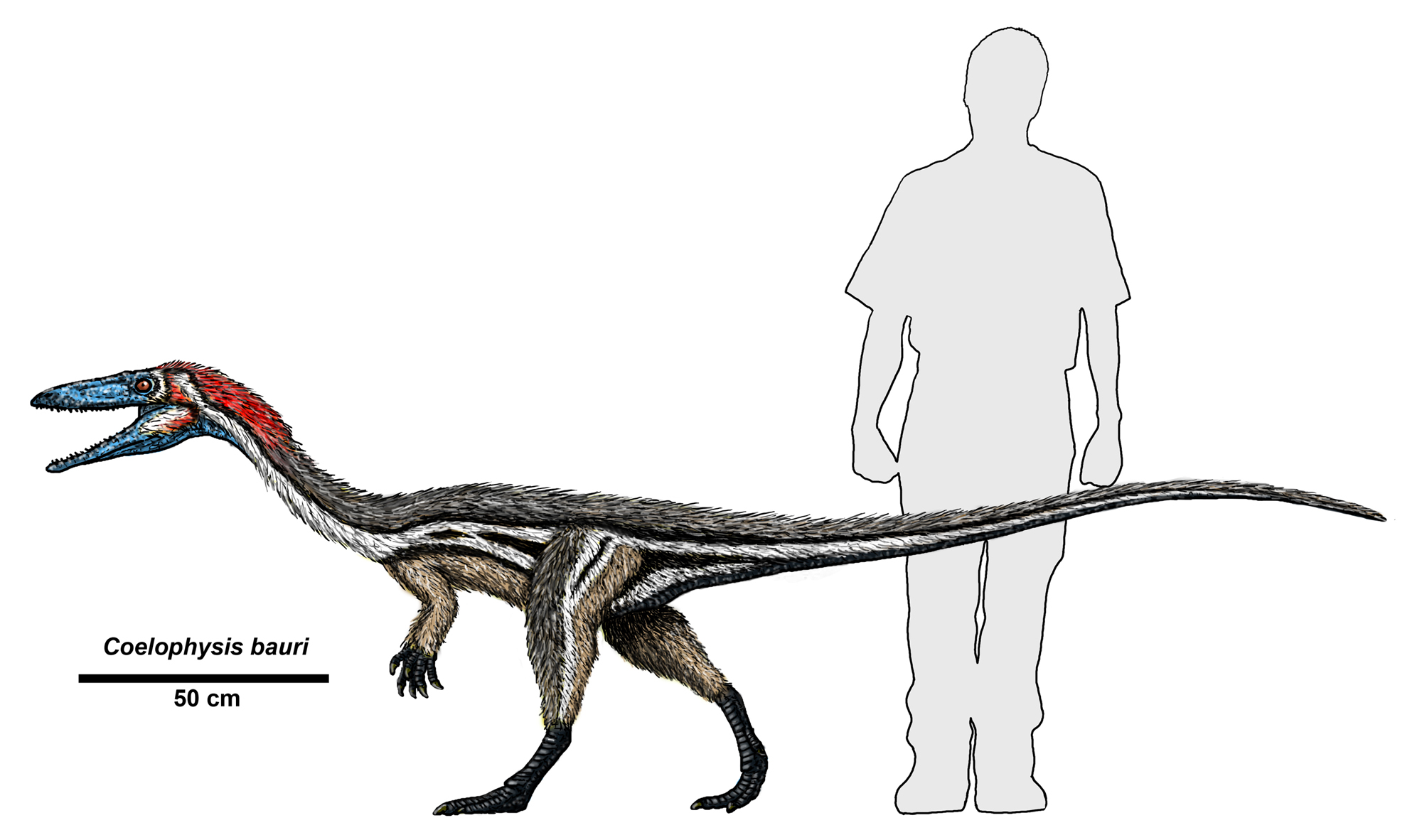
A Coelophysis bauri és az ember méretének összehasonlítása
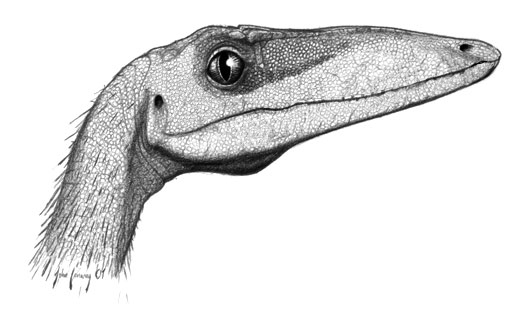
A Coelophysis bauri profilja
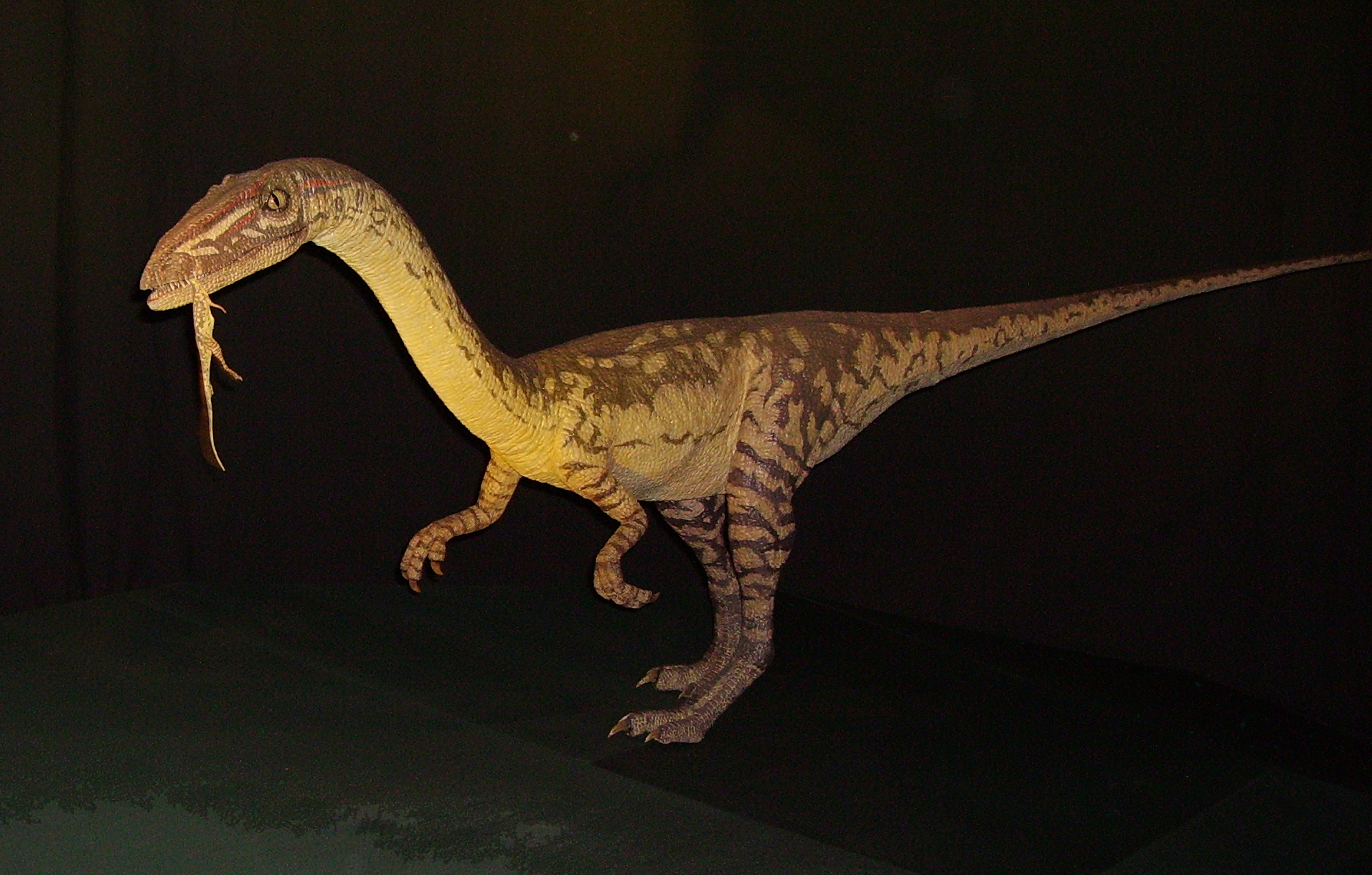
A Coelophysis Animatronics modellje a londoni Természetrajzi Múzeumban (Natural History Museum), a kannibalisztikus viselkedésre utal
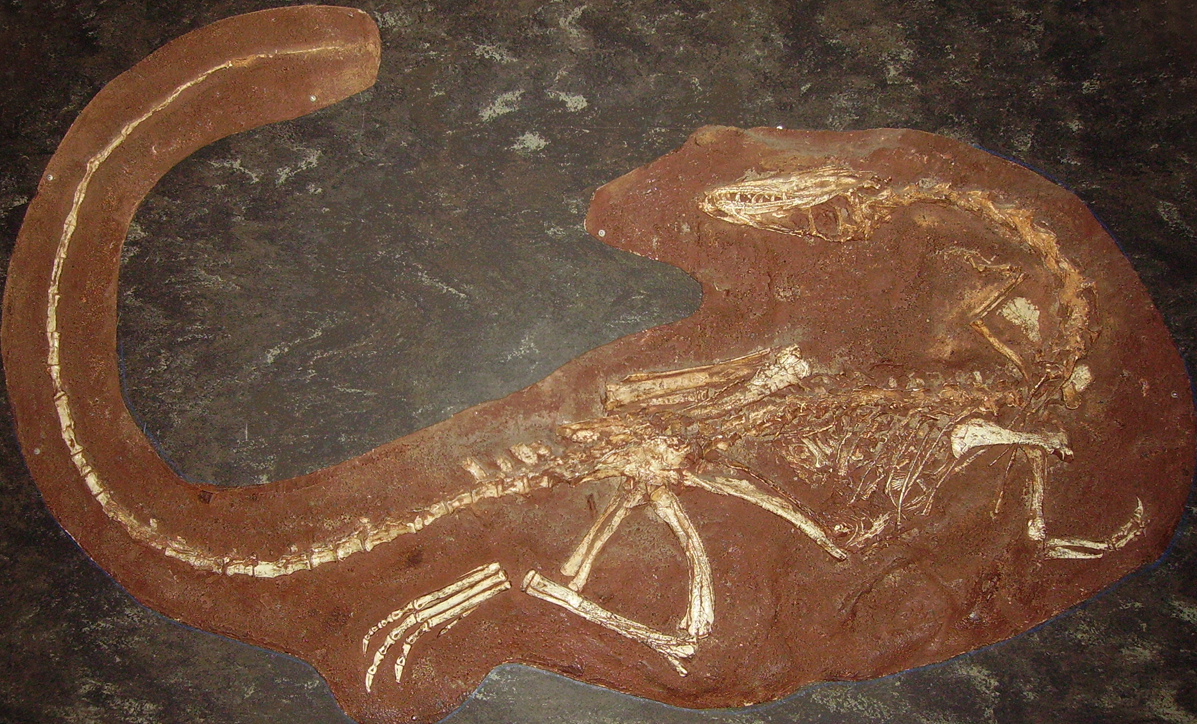
A Coelophysis fosszíliája a londoni Természetrajzi Múzeumban (Natural History Museum)
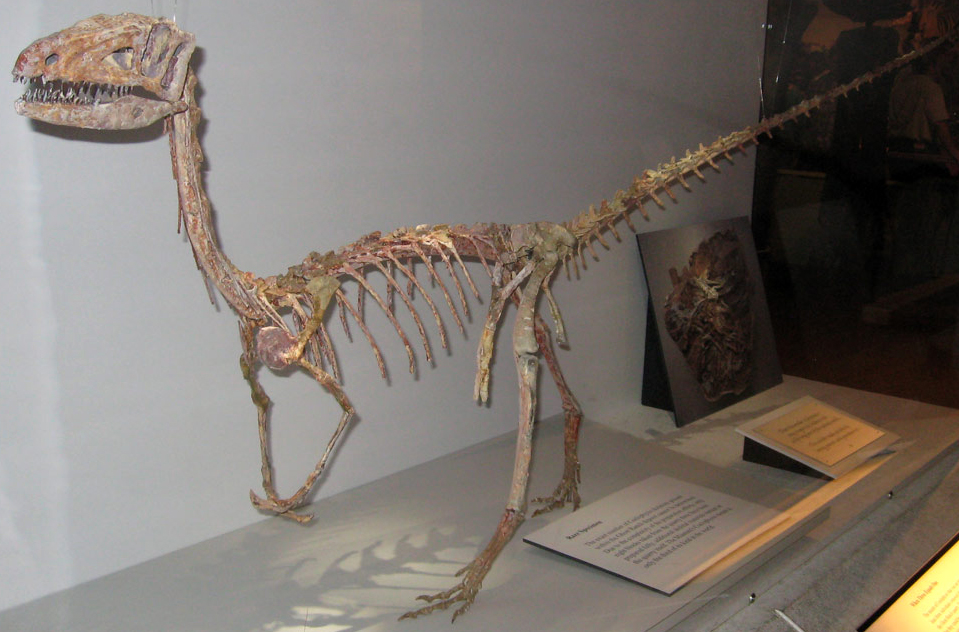
A Coelophysis felállított csontváza, a Clevelandi Természetrajzi Múzeumban (Cleveland Museum of Natural History)
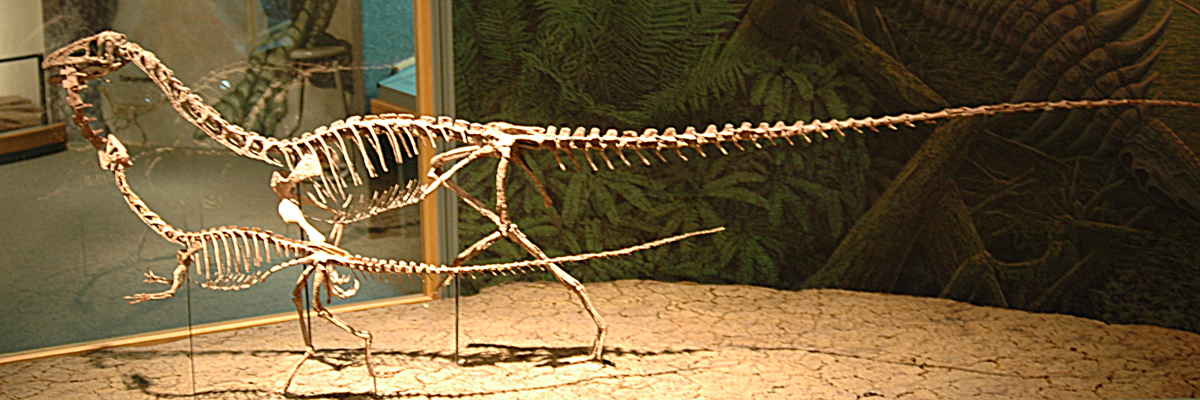
Két Coelophysis bauri példány a Denveri Természet és Tudomány Múzeumában (Denver Museum of Nature and Science)
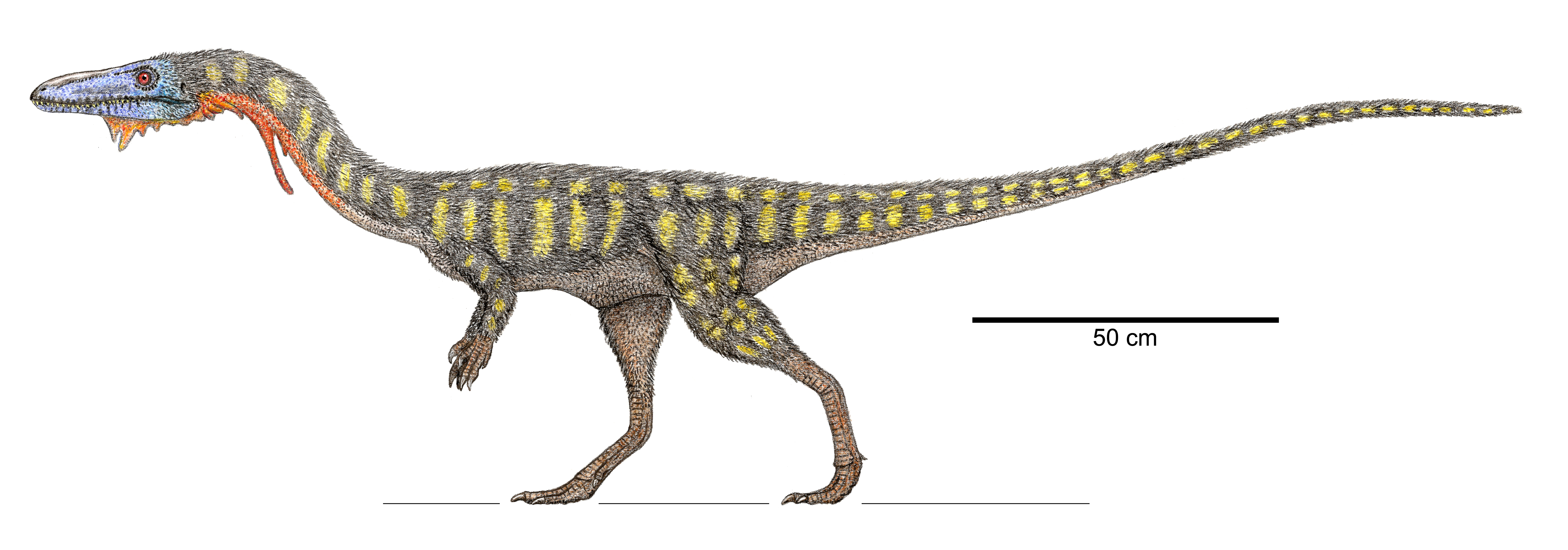
A Coelophysis bauri rekonstrukciója

## Fordítás
- Ez a szócikk részben vagy egészben  a   Coelophysis című angol Wikipédia-szócikk ezen változatának fordításán alapul.  Az eredeti cikk szerkesztőit annak laptörténete sorolja fel. Ez a jelzés csupán a megfogalmazás eredetét és a szerzői jogokat jelzi, nem szolgál a cikkben szereplő információk forrásmegjelöléseként.